# Muscle extrinsèque de l'oreille

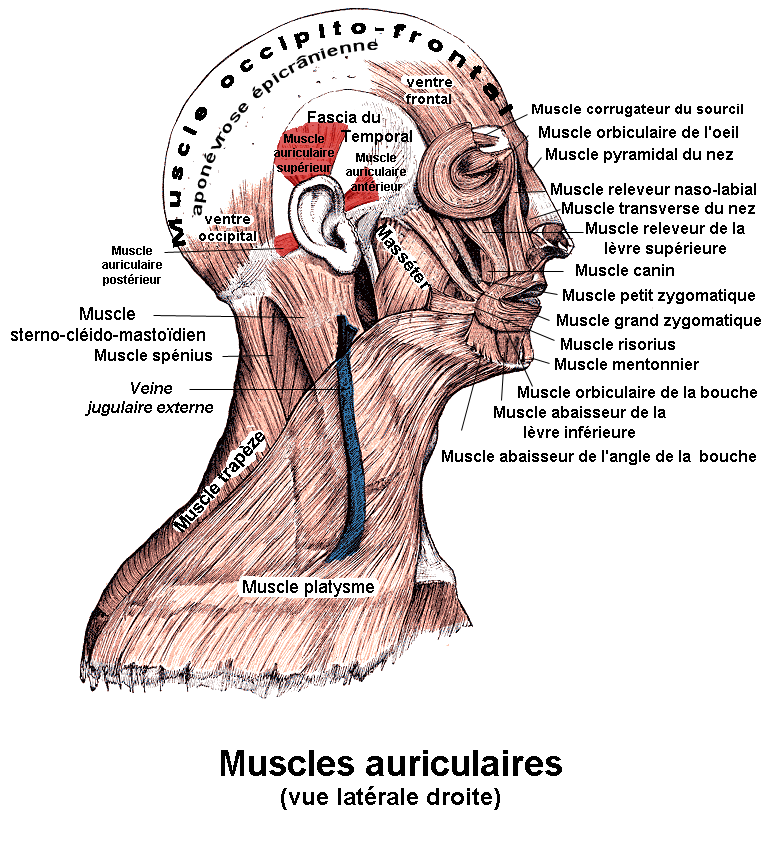
Les muscles auriculaires (en rouge).

Les muscles extrinsèque de l'oreille sont des muscles cutanés atrophiques au nombre de trois et situés autour de l'auricule ou pavillon de l'oreille. On distingue ainsi:
- le muscle auriculaire postérieur
- le muscle auriculaire supérieur
- le muscle auriculaire antérieur.

## Muscle auriculaire postérieur
C'est le plus important des trois. Il est formé de deux ou trois faisceaux.
- Origine: il nait de la base du processus mastoïde atteignant parfois l'os occipital
- Trajet: il se dirige vers l'avant
- Terminaison: il s'achève à la partie inférieure de la conque.

## Muscle auriculaire supérieur
Mince, triangulaire, il occupe la fosse temporale.
- Insertion crâniale: il nait du bord externe de l'aponévrose épicrânienne
- Trajet: il se dirige vers le bas
- Terminaison: il s'achève par une insertion sur l'épine de l'hélix.

## Muscle auriculaire antérieur
Muscle triangulaire, c'est le plus petit des trois.
- Insertion ventrale: il nait du bord externe du muscle occipito-frontal au niveau du processus zygomatique
- Trajet: il se dirige vers l'arrière
- Terminaison: il s'achève à la partie antérieure de la conque.

## Innervation
Les muscles auriculaires sont innervés par les rameaux auriculaires du nerf facial.

## Fonction
Chez des mammifères à longues oreilles, ces muscles impriment au pavillon des mouvements volontaires plus ou moins étendus, leur permettant de mieux entendre les bruits propres à les avertir de l'approche de leur proie ou de leur prédateur, à l'instar des antennes. Plusieurs espèces d'Hominidés tels que l'orang-outang, le chimpanzé et l'être humain, n'ont plus que des muscles auriculaires rudimentaires. Ils ont conservé leurs insertions (notamment celle de l'épine de l'hélice) et leurs connexions mais ont cessé d'être fonctionnels. Cependant, quelques individus peuvent parvenir à contracter leurs muscles auriculaires non rudimentaires. L'analyse électromyographique de ces muscles chez l'homme montre que les circuits neuronaux et la contractilité du muscle auriculaire postérieur pour l'orientation du pavillon de l'oreille et sa réaction à des stimuli (réflexe post-auriculaire) ont survécu dans un état vestigial pendant plus de 25 millions d'années.

## Galerie

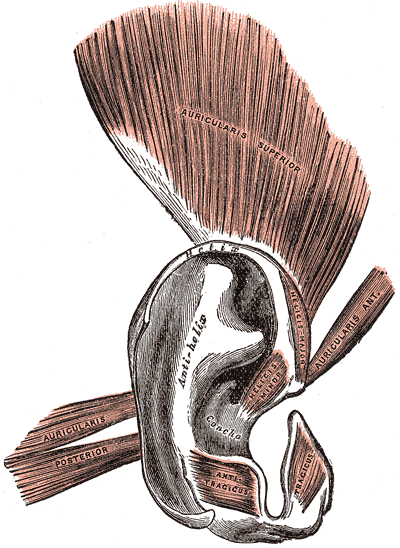